# Freetown (Nueva York)
Freetown es un pueblo ubicado en el condado de Cortland en el estado estadounidense de Nueva York. En el año 2000 tenía una población de 789 habitantes y una densidad poblacional de 11.9 personas por km².

## Geografía
Freetown se encuentra ubicado en las coordenadas 42°31′58″N 76°0′57″O / 42.53278, -76.01583.

## Demografía
Según la Oficina del Censo en 2000 los ingresos medios por hogar en la localidad eran de $34,327, y los ingresos medios por familia eran $36,477. Los hombres tenían unos ingresos medios de $26,339 frente a los $14,946 para las mujeres. La renta per cápita para la localidad era de $12,969. Alrededor del 13.3% de la población estaban por debajo del umbral de pobreza.